# Calceolaria microbefaria
Calceolaria microbefaria är en toffelblomsväxtart. Calceolaria microbefaria ingår i släktet toffelblommor, och familjen toffelblomsväxter.

## Underarter
Arten delas in i följande underarter:
- C. m. fruticosa
- C. m. microbefaria
- C. m. tatamana